# Krähenhof (Lindlar)
Die kleine Hofschaft Krähenhof ist ein Ort in der Gemeinde Lindlar, Oberbergischen Kreis im Regierungsbezirk Köln in Nordrhein-Westfalen (Deutschland). 

## Lage und Beschreibung
Der Krähenhof liegt am südwestlichen Rand des Ortes Lindlar bei Oberheiligenhoven an der Landstraße L299 und ist städtebaulich mit Lindlar verwachsen. Weitere Nachbarorte sind Falkenhof, Steinscheid, Mittelheiligenhoven  und Lingenbach. Südlich der Hofschaft fließt der Lennefer Bach.

## Geschichte
In der Karte Topographische Aufnahme der Rheinlande von 1825 ist der Krähenhof auf umgrenztem Hofraum mit zwei Gebäudegrundrissen dargestellt. Jüngere Karten zeigen bis zum Jahre 1927 an der Stelle des Ortes lediglich eine Waldparzelle. Der Hof entstand 1928 bei Rodungsarbeiten. Sein Name lehnt sich an die alte Flurbezeichnung an. 

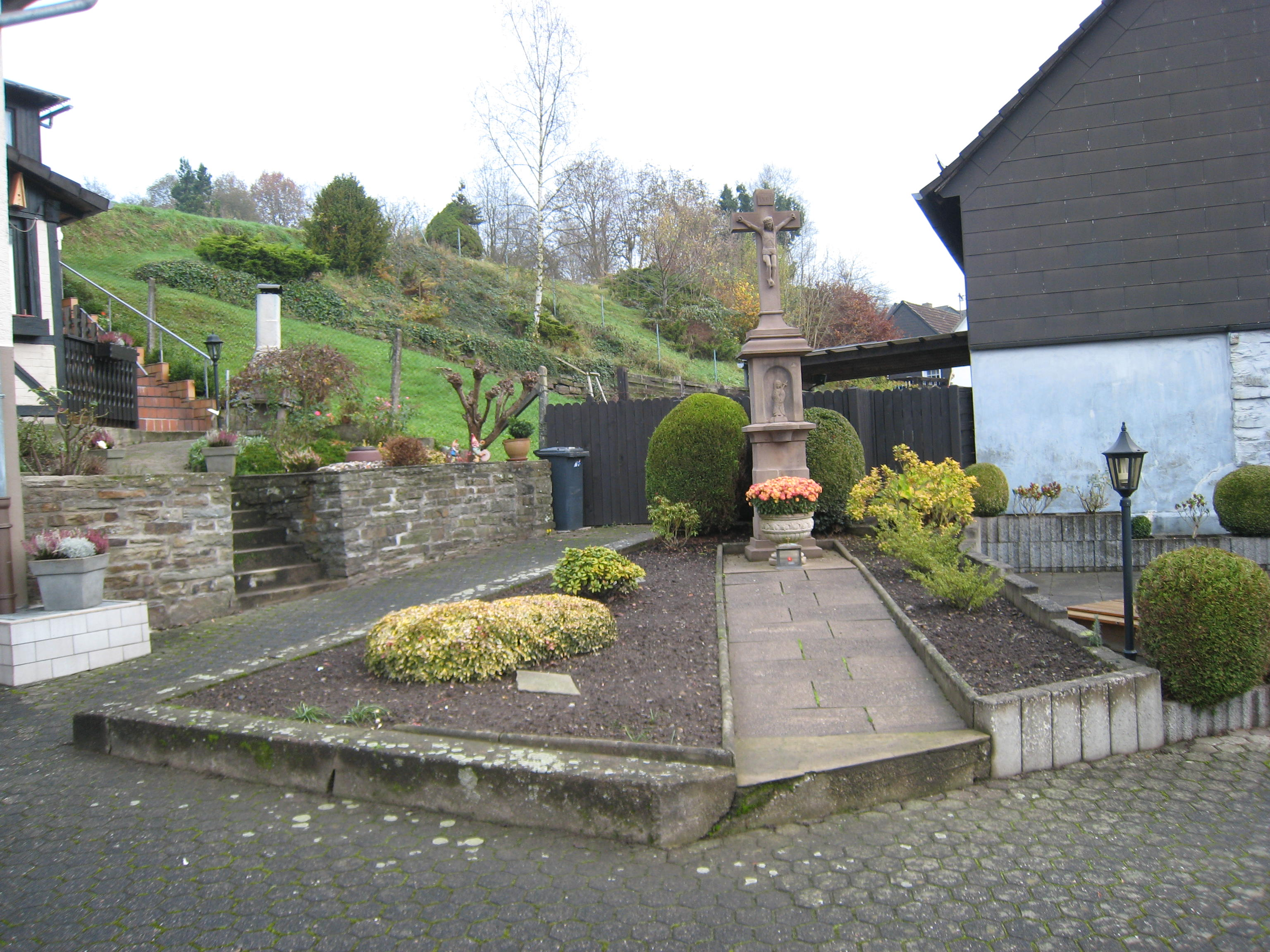
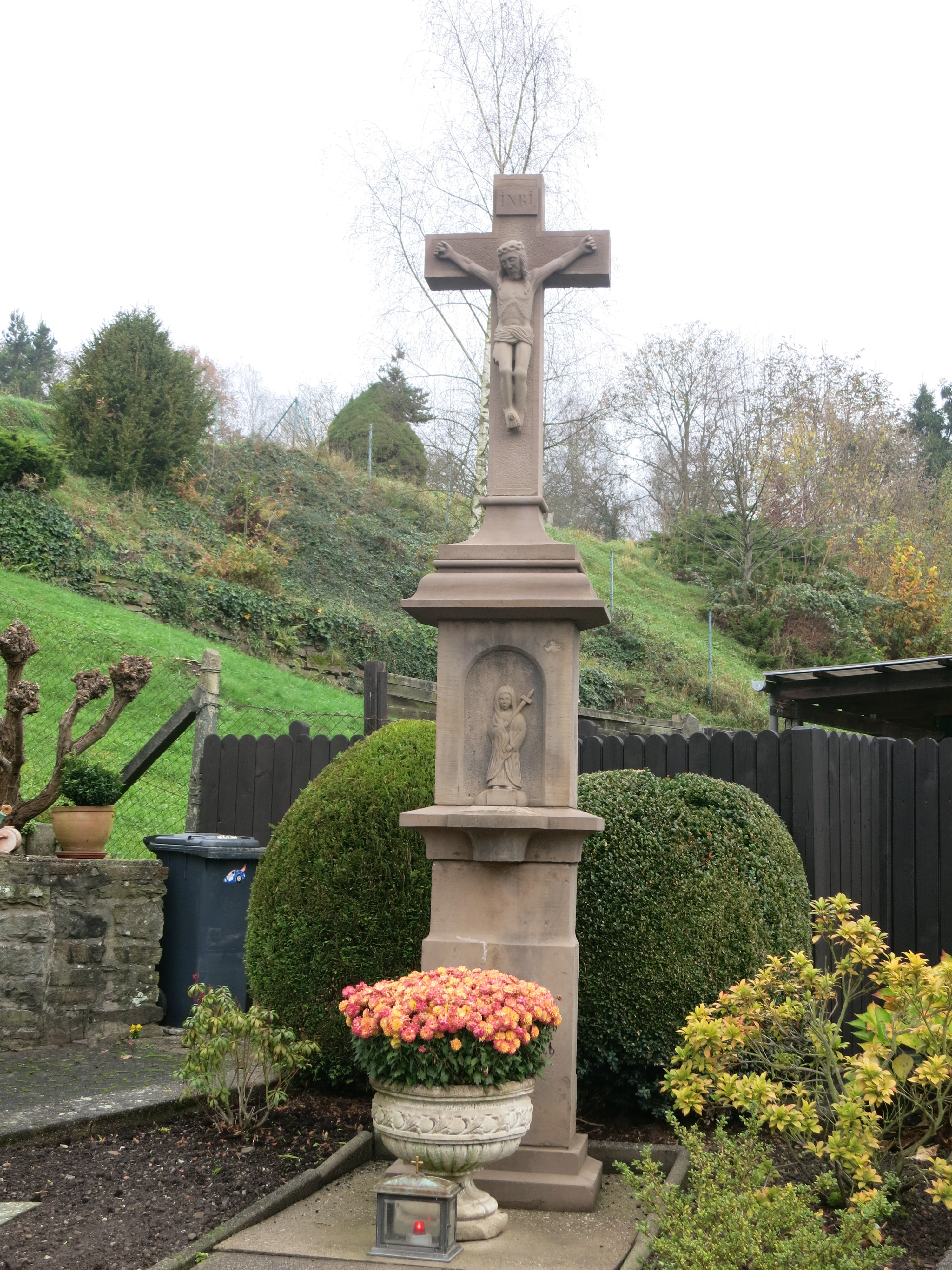
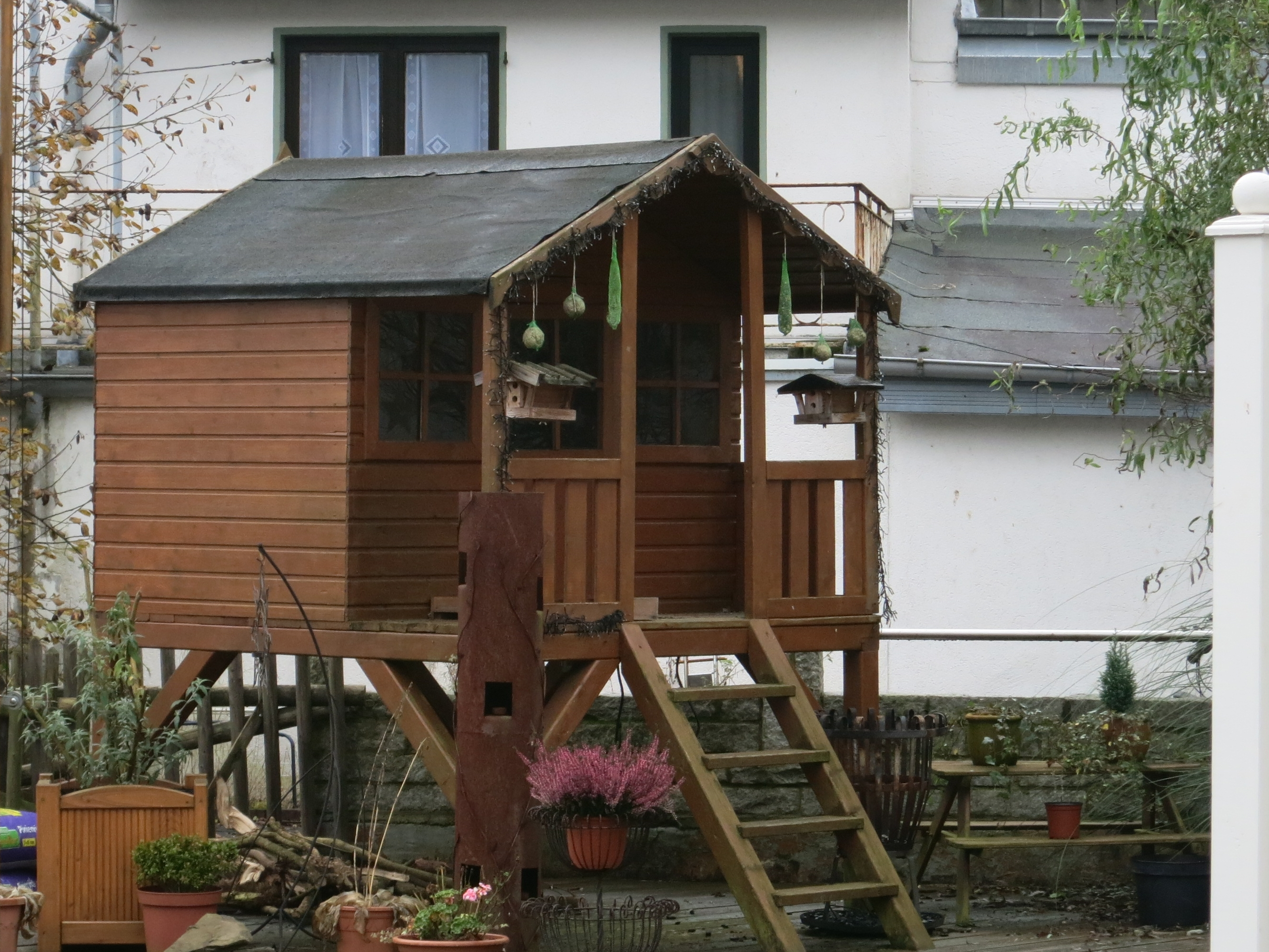

Seit der Erschließung des Neubaugebietes Lindlar-West ist der Hof mit dem Ortskern verwachsen.

## Sehenswürdigkeiten
Südlich der Hofschaft befindet sich das Schloss Heiligenhoven.

## Busverbindungen
Durch die Haltestelle Oberheiligenhoven verkehren die VRS-Linien SB42 nach Bensberg – Köln, Buslinie 332 (OVAG) nach Engelskirchen bzw. Wipperfürth und Buslinie 398 (OVAG) nach Hohkeppel. Alle Linien fahren auch den Lindlarer Ortskern an.